# Elops machnata
Elops machnata е вид лъчеперка от семейство Elopidae. Видът не е застрашен от изчезване.

## Разпространение и местообитание
Разпространен е в Австралия, Бангладеш, Виетнам, Джибути, Египет, Еритрея, Йемен, Израел, Индия (Андамански и Никобарски острови), Индонезия, Йордания, Камбоджа, Кения, Китай, Малайзия, Малдиви, Мианмар, Мозамбик, Провинции в КНР, Саудитска Арабия, Сингапур, Сомалия, Судан, Тайван, Тайланд, Танзания, Филипини, Шри Ланка, Южна Африка и Япония.
Обитава полусолени водоеми и морета.

## Описание
На дължина достигат до 1,2 m, а теглото им е максимум 10,8 kg.